# Campionatul mondial de biatlon 2016
Ediția a 48-a a Campionatului Mondial Biatlon, organizată de Uniunea Internațională de Biatlon, are loc în perioada 3 martie 2016-13 martie 2016 la Oslo, Norvegia. Acesta este integrat în Cupa mondială de biatlon 2015-2016.

## Program
Toate orele reprezintă ora României (UTC+2).
| Dată      | Oră   | Concurs                            |
| --------- | ----- | ---------------------------------- |
| 3 martie  | 16:30 | 2 × 6 km + 2 × 7,5 km ștafetă mixt |
| 5 martie  | 12:30 | Masculin 10 km sprint              |
| 5 martie  | 15:30 | Feminin 7,5 km sprint              |
| 6 martie  | 14:30 | Masculin 12,5 km urmărire          |
| 6 martie  | 16:45 | Feminin 10 km urmărire             |
| 9 martie  | 16:30 | Feminin 15 km individual           |
| 10 martie | 16:30 | Masculin 20 km individual          |
| 11 martie | 16:30 | Feminin 4 × 6 km ștafetă           |
| 12 martie | 16:30 | Masculin 4 × 7,5 km ștafetă        |
| 13 martie | 14:00 | Feminin 12,5 km start în masă      |
| 13 martie | 17:00 | Masculin 15 km start în masă       |

## Rezultate

### Sprint
| Poz. | Sportiv              | Țară     | Timp    | Penalități | Deficit |
| ---- | -------------------- | -------- | ------- | ---------- | ------- |
| 1    | Martin Fourcade      | Franța   | 25:35.4 | 0 (0+0)    |         |
| 2    | Ole Einar Bjørndalen | Norvegia | 26:02.3 | 0 (0+0)    | +26.9   |
| 3    | Serhii Semenov       | Ucraina  | 26:03.0 | 0 (0+0)    | +27.6   |
| 4    | Johannes Thingnes Bø | Norvegia | 26:10.9 | 1 (0+1)    | +35.5   |
| 5    | Dominik Windisch     | Italia   | 26:14.9 | 1 (1+0)    | +39.5   |
| 6    | Evgeni Garanicev     | Rusia    | 26:15.8 | 1 (0+1)    | +40.4   |
| 7    | Arnd Peiffer         | Germania | 26:17.5 | 0 (0+0)    | +42.1   |
| 8    | Simon Schempp        | Germania | 26:19.2 | 1 (1+0)    | +43.8   |
| 9    | Dominik Landertinger | Austria  | 26:21.4 | 1 (1+0)    | +46.0   |
| 10   | Vladimir Iliev       | Bulgaria | 26:27.6 | 1 (0+1)    | +52.2   |

| Poz. | Sportivă             | Țară                       | Timp    | Penalități | Deficit |
| ---- | -------------------- | -------------------------- | ------- | ---------- | ------- |
| 1    | Tiril Eckhoff        | Norvegia                   | 21:10.8 | 0 (0+0)    |         |
| 2    | Marie Dorin Habert   | Franța                     | 21:25.8 | 0 (0+0)    | +15.0   |
| 3    | Laura Dahlmeier      | Germania                   | 21:30.6 | 1 (1+0)    | +19.8   |
| 4    | Gabriela Soukalova   | Cehia                      | 21:48.6 | 1 (1+0)    | +37.8   |
| 5    | Dorothea Wierer      | Italia                     | 21:49.0 | 0 (0+0)    | +38.2   |
| 6    | Mona Brorsson        | Suedia                     | 21:54.7 | 0 (0+0)    | +43.9   |
| 7    | Veronika Vitkova     | Cehia                      | 21:56.8 | 0 (0+0)    | +46.0   |
| 8    | Susan Dunklee        | Statele Unite ale Americii | 21:59.0 | 1 (0+1)    | +48.2   |
| 9    | Kaisa Makarainen     | Finlanda                   | 21:59.3 | 1 (0+1)    | +48.5   |
| 10   | Franziska Hildebrand | Germania                   | 22:01.7 | 0 (0+0)    | +50.9   |

### Urmărire
| Poz. | Sportiv                | Țară     | Timp     | Penalități  | Deficit |
| ---- | ---------------------- | -------- | -------- | ----------- | ------- |
| 1    | Martin Fourcade        | Franța   | 32:56.50 | 3 (0+0+1+2) |         |
| 2    | Ole Einar Bjørndalen   | Norvegia | 33:16.60 | 2 (1+0+0+1) | +20.1   |
| 3    | Emil Hegle Svendsen    | Norvegia | 33:27.70 | 1 (0+0+0+1) | +31.2   |
| 4    | Johannes Thingnes Bø   | Norvegia | 33:34.80 | 3 (0+2+0+1) | +38.3   |
| 5    | Jakov Fak              | Slovenia | 33:38.40 | 0 (0+0+0+0) | +41.9   |
| 6    | Simon Desthieux        | Franța   | 33:39.40 | 0 (0+0+0+0) | +42.9   |
| 7    | Erik Lesser            | Germania | 33:39.80 | 2 (0+0+0+2) | +43.3   |
| 8    | Serhii Semenov         | Ucraina  | 33:46.50 | 3 (1+0+1+1) | +50.0   |
| 9    | Anton Shipulin         | Rusia    | 33:56.40 | 1 (0+0+0+1) | +59.9   |
| 10   | Quentin Fillon Maillet | Franța   | 33:56.40 | 2 (0+1+1+0) | +59.9   |

| Poz. | Sportiv              | Țară                       | Timp     | Penalități  | Deficit |
| ---- | -------------------- | -------------------------- | -------- | ----------- | ------- |
| 1    | Laura Dahlmeier      | Germania                   | 30:49.20 | 0 (0+0+0+0) |         |
| 2    | Dorothea Wierer      | Italia                     | 31:37.50 | 2 (0+1+1+0) | +48.3   |
| 3    | Marie Dorin-Habert   | Franța                     | 31:46.50 | 3 (0+0+2+1) | +57.3   |
| 4    | Franziska Hildebrand | Germania                   | 31:51.00 | 1 (1+0+0+0) | +1:01.8 |
| 5    | Olena Pidhrushna     | Ucraina                    | 32:07.80 | 1 (0+0+1+0) | +1:18.6 |
| 6    | Franziska Preuß      | Germania                   | 32:08.20 | 0 (0+0+0+0) | +1:19.0 |
| 7    | Kaisa Mäkäräinen     | Finlanda                   | 32:29.20 | 4 (2+0+2+0) | +1:40.0 |
| 8    | Veronika Vitková     | Cehia                      | 32:31.70 | 3 (1+0+2+0) | +1:42.5 |
| 9    | Juliya Dzhyma        | Ucraina                    | 32:37.40 | 0 (0+0+1+0) | +1:48.2 |
| 10   | Susan Dunklee        | Statele Unite ale Americii | 32:41.70 | 4 (0+1+3+0) | +1:52.5 |

### Individual
| Poz. | Sportiv              | Țară     | Timp    | Penalități  | Deficit |
| ---- | -------------------- | -------- | ------- | ----------- | ------- |
| 1    | Martin Fourcade      | Franța   | 49:13.9 | 1 (0+1+0+0) |         |
| 2    | Dominik Landertinger | Austria  | 49:19.0 | 0 (0+0+0+0) | +5.1    |
| 3    | Simon Eder           | Austria  | 49:28.3 | 0 (0+0+0+0) | +14.4   |
| 4    | Johannes Thingnes Bø | Norvegia | 50:11.1 | 1 (0+0+0+1) | +57.2   |
| 5    | Michal Krcmar        | Cehia    | 50:30.3 | 0 (0+0+0+0) | +1:16.4 |
| 6    | Jakov Fak            | Slovenia | 50:54.3 | 1 (0+0+1+0) | +1:40.4 |
| 7    | Erik Lesser          | Germania | 51:08.6 | 1 (0+1+0+0) | +1:54.7 |
| 8    | Evghenii Garanichev  | Rusia    | 51:18.5 | 2 (0+1+1+0) | +2:04.6 |
| 9    | Andreas Birnbacher   | Germania | 51:25.8 | 1 (0+0+1+0) | +2:11.9 |
| 10   | Simon Fourcade       | Franța   | 51:32.3 | 2 (1+0+0+1) | +2:18.4 |

| Poz. | Sportiv              | Țară     | Timp    | Penalități  | Deficit |
| ---- | -------------------- | -------- | ------- | ----------- | ------- |
| 1    | Marie Dorin Habert   | Franța   | 44:02.8 | 1 (0+0+0+1) |         |
| 2    | Anaïs Bescond        | Franța   | 44:15.0 | 1 (0+0+0+1) | +12.2   |
| 3    | Laura Dahlmeier      | Germania | 45:20.6 | 2 (1+0+1+0) | +1:17.8 |
| 4    | Veronika Vítková     | Cehia    | 45:29.6 | 1 (0+1+0+0) | +1:26.8 |
| 5    | Gabriela Soukalová   | Cehia    | 45:39.6 | 2 (1+0+0+1) | +1:36.8 |
| 6    | Franziska Hildebrand | Germania | 45:40.5 | 1 (1+0+0+0) | +1:37.7 |
| 7    | Krystyna Guzik       | Polonia  | 45:42.2 | 1 (0+0+1+0) | +1:39.4 |
| 8    | Dorothea Wierer      | Italia   | 45:46.1 | 2 (1+1+0+0) | +1:43.3 |
| 9    | Iryna Varvynets      | Ucraina  | 45:59.1 | 1 (0+0+0+1) | +1:56.3 |
| 10   | Alexia Runggaldier   | Italia   | 46:00.3 | 1 (1+0+0+0) | +1:57.5 |

### Start în masă
| Poz. | Sportiv              | Țară                       | Timp    | Penalități  | Deficit |
| ---- | -------------------- | -------------------------- | ------- | ----------- | ------- |
| 1    | Johannes Thingnes Bø | Norvegia                   | 37:05.1 | 1 (0+0+1+0) |         |
| 2    | Martin Fourcade      | Franța                     | 37:07.9 | 1 (1+0+0+0) | +2.8    |
| 3    | Ole Einar Bjørndalen | Norvegia                   | 37:11.8 | 0 (0+0+0+0) | +6.7    |
| 4    | Dominik Windisch     | Italia                     | 37:24.9 | 2 (1+0+0+1) | +19.8   |
| 5    | Arnd Peiffer         | Germania                   | 37:25.0 | 1 (1+0+0+0) | +19.9   |
| 6    | Tarjei Bø            | Norvegia                   | 37:26.9 | 2 (1+1+0+0) | +21.8   |
| 7    | Jakov Fak            | Slovenia                   | 37:27.0 | 1 (0+0+1+0) | +21.9   |
| 8    | Sergey Semenov       | Ucraina                    | 37:36.7 | 0 (0+0+0+0) | +31.6   |
| 9    | Anton Shipulin       | Rusia                      | 37:46.1 | 2 (0+1+0+1) | +41.0   |
| 10   | Lowell Bailey        | Statele Unite ale Americii | 37:46.8 | 1 (0+0+0+1) | +41.7   |

| Poz. | Sportiv              | Țară     | Timp    | Penalități  | Deficit |
| ---- | -------------------- | -------- | ------- | ----------- | ------- |
| 1    | Marie Dorin Habert   | Franța   | 35:28.5 | 0 (0+0+0+0) |         |
| 2    | Laura Dahlmeier      | Germania | 35:35.8 | 1 (0+0+1+0) | +7.3    |
| 3    | Kaisa Mäkäräinen     | Finlanda | 35:36.6 | 1 (0+0+1+0) | +8.1    |
| 4    | Gabriela Soukalová   | Cehia    | 35:59.4 | 1 (0+1+0+0) | +30.9   |
| 5    | Anaïs Bescond        | Franța   | 36:07.7 | 2 (1+0+1+0) | +39.2   |
| 6    | Veronika Vítková     | Cehia    | 36:11.2 | 2 (1+0+0+1) | +42.7   |
| 7    | Marte Olsbu          | Norvegia | 36:12.4 | 3 (1+0+2+0) | +43.9   |
| 8    | Franziska Preuß      | Germania | 36:12.7 | 2 (1+0+1+0) | +44.2   |
| 9    | Fanny Horn Birkeland | Norvegia | 36:19.1 | 2 (1+0+1+0) | +51.1   |
| 10   | Nadzeya Skardzina    | Belarus  | 36:20.5 | 0 (0+0+0+0) | +52.0   |

### Ștafetă
| Poz. | Țară                                                                             | Timp/Penalități                                           | Deficit |
| ---- | -------------------------------------------------------------------------------- | --------------------------------------------------------- | ------- |
| 1    | Norvegia Ole Einar Bjørndalen Tarjei Bø Johannes Thingnes Bø Emil Hegle Svendsen | 1:13:16.8 (0+0) (0+2) (0+1) (0+1) (0+0) (0+0) (0+0) (0+2) |         |
| 2    | Germania Erik Lesser Benedikt Doll Arnd Peiffer Simon Schempp                    | 1:13:28.3 (0+0) (0+0) (0+1) (0+1) (0+0) (0+1)             | +11.5   |
| 3    | Canada Christian Gow Nathan Smith Scott Gow Brendan Green                        | 1:13:40.2 (0+0) (0+0) (0+1) (0+1) (0+0) (0+3) (0+0) (0+0) | +23.4   |
| 4    | Austria Sven Grosseger Simon Eder Julian Eberhard Dominik Landertinger           | 1:14:10.3 (0+0) (0+3) (0+1) (0+0) (0+2) (1+3) (0+0) (0+1) | +53.5   |
| 5    | Cehia Michal Krčmář Jaroslav Soukup Ondřej Moravec Michal Šlesingr               | 1:14:11.2 (0+1) (0+0) (0+0) (0+1) (0+0) (0+3) (0+1) (0+1) | +54.4   |
| 6    | Rusia Maxim Tsvetkov Evgeniy Garanichev Anton Babikov Anton Shipulin             | 1:14:23.2 (0+0) (0+0) (0+0) (1+3) (0+2) (0+0)             | +1:06.4 |
| 7    | Suedia Torstein Stenersen Jesper Nelin Peppe Femling Fredrik Lindström           | 1:14:23.4 (0+3) (0+0) (0+0) (0+1) (0+1) (0+3) (0+0) (0+2) | +1:06.6 |
| 8    | Statele Unite ale Americii Lowell Bailey Leif Nordgren Tim Burke Sean Doherty    | 1:14:44.1 (0+0) (0+1) (0+1) (0+1) (0+1) (0+0)             | +1:27.3 |
| 9    | Franța Simon Fourcade Simon Desthieux Quentin Fillon Maillet Martin Fourcade     | 1:15:14.5 (0+1) (0+3) (0+0) (0+3) (0+1) (0+2) (0+0) (0+0) | +1:57.5 |
| 10   | Elveția Jérémy Finello Serafin Wiestner Benjamin Weger Mario Dolder              | 1:15:22.6 (0+0) (0+2) (0+1) (0+0) (0+1) (0+2)             | +2:05.8 |

| Poz. | Țară                                                                              | Timp/Penalități                                           | Deficit |
| ---- | --------------------------------------------------------------------------------- | --------------------------------------------------------- | ------- |
| 1    | Norvegia Synnøve Solemdal Fanny Horn Birkeland Tiril Eckhoff Marte Olsbu          | 1:07:10.0 (0+0) (0+0) (0+1) (0+1) (0+0) (0+0) (0+2) (0+2) |         |
| 2    | Franța Justine Braisaz Anaïs Bescond Anaïs Chevalier Marie Dorin Habert           | 1:07:15.3 (0+3) (0+2) (0+0) (0+0) (0+0) (0+1) (0+2) (0+0) | +5.3    |
| 3    | Germania Franziska Preuß Franziska Hildebrand Maren Hammerschmidt Laura Dahlmeier | 1:07:38.6 (0+0) (0+2) (0+0) (0+0) (0+0) (0+2) (0+0) (0+0) | +28.6   |
| 4    | Polonia Magdalena Gwizdon Monika Hojnisz Weronika Nowakowska Krystyna Guzik       | 1:08:18.4 (0+1) (0+1) (0+0) (0+1) (0+0) (0+2) (0+1) (0+1) | +1:08.4 |
| 5    | Ucraina Vali Semerenko Iryna Varvynets Olena Pidhrushna Juliya Dzhyma             | 1:08:37.7 (0+0) (0+0) (1+3) (0+0) (0+1) (0+1)             | +1:27.7 |
| 6    | Cehia Jessica Jislova Gabriela Soukalova Lucie Charvatova Veronika Vitkova        | 1:08:59.3 (0+0) (0+3) (0+0) (0+0) (0+0) (3+3) (0+0) (0+0) | +1:49.3 |
| 7    | Italia Lisa Vitozzi Karin Oberhofer Alexia Runggaldier Dorothea Wierer            | 1:08:59.3 (0+0) (0+2) (0+0) (0+0) (1+3) (0+0)             | +1:49.3 |
| 8    | Kazahstan Galina Vishnevskaya Darya Usanova Anna Kistanova Alina Raikova          | 1:09:18.4 (0+0) (0+0) (0+0) (0+1) (0+1) (0+1) (0+2) (0+2) | +2:08.4 |
| 9    | Slovenia Andreja Mali Teja Gregorin Anja Erzen Urska Poje                         | 1:10:04.9 (0+1) (0+0) (0+0) (0+0) (0+0) (0+2) (0+2) (0+0) | +2:54.9 |
| 10   | Suedia Anna Magnusson Mona Brorsson Ingela Andersson Linn Persson                 | 1:10:14.6 (0+1) (0+0) (0+0) (0+0) (0+1) (0+0) (1+3) (0+1) | +3:04.6 |

### Mixt

#### Ștafetă 2x6 km + 2x7,5 km
| Poz. | Țară                       | Sportivi                                                                | Timp      | Penalități | Deficit |
| ---- | -------------------------- | ----------------------------------------------------------------------- | --------- | ---------- | ------- |
| 1    | Franța                     | Anaïs Bescond Marie Dorin Habert Quentin Fillon Maillet Martin Fourcade | 1:14:01.0 | 0+2 0+6    |         |
| 2    | Germania                   | Franziska Preuß Franziska Hildebrand Arnd Peiffer Simon Schempp         | 1:14:05.3 | 0+5 0+2    | +4.3    |
| 3    | Norvegia                   | Marte Olsbu Tiril Eckhoff Johannes Thingnes Bø Tarjei Bø                | 1:14:15.4 | 0+7 0+3    | +14.4   |
| 4    | Ucraina                    | Valj Semerenko Olena Pidhrushna Serhiy Semenov Dmytro Pidruchnyi        | 1:14:30.8 | 0+3 0+6    | +29.8   |
| 5    | Austria                    | Dunja Zdouc Lisa Hauser Simon Eder Dominik Landertinger                 | 1:15:08.1 | 0+1 0+2    | +1:07.1 |
| 6    | Cehia                      | Veronika Vítková Gabriela Soukalová Michal Šlesingr Michal Krčmář       | 1:15:24.3 | 0+3 0+2    | +1:23.3 |
| 7    | Rusia                      | Ekaterina Shumilova Ekaterina Yurlova Evgeniy Garanichev Anton Shipulin | 1:15:33.9 | 0+3 1+5    | +1:32.9 |
| 8    | Italia                     | Dorothea Wierer Karin Oberhofer Lukas Hofer Dominik Windisch            | 1:15:56.4 | 09 0 0+6   | +1:55.4 |
| 9    | Belarus                    | Nadezhda Skardino Iryna Kryuko Vladimir Chepelin Aliaksandr Darozhka    | 1:16:10.1 | 0+0 0+1    | +2:09.1 |
| 10   | Statele Unite ale Americii | Susan Dunklee Hannah Dreissigacker Lowell Bailey Sean Doherty           | 1:16:20.6 | 0+3 0+2    | +2:19.6 |